# سباستیائو وولف
سباستیائو وولف (انگلیسی: Sebastião Wolf; ۵ فوریهٔ ۱۸۶۹ – ۱۵ مارس ۱۹۳۶) ورزشکار ورزش تیراندازی اهل برزیل بود.
وی در مسابقات کشوری و بین‌المللی در مجموع برندهٔ ۱ مدال برنز شده‌است.